# Teritorium Nová Guinea
Teritorium Nová Guinea bylo mandátní území Společnosti národů spravované Austrálií. Ustanovené bylo v roce 1919 v severovýchodní části ostrova Nová Guinea na části území, které bývalo součástí německé kolonie Německá Nová Guinea. Během druhé světové války mezi roky 1941 a 1945 byla Nová Guinea pod kontrolou Japonského císařství. V roce 1949 bylo Teritorium Nová Guinea (již jako poručenské území OSN) administrativně spojeno s Teritoriem Papua a dále fungovalo jako správní jednotka Teritoria Papua a Nová Guinea. Z něj v roce 1975 vznikl nezávislý stát Papua Nová Guinea.